# Calicnemia mukherjeei
Calicnemia mukherjeei är en trollsländeart som beskrevs av Lahiri 1976. Calicnemia mukherjeei ingår i släktet Calicnemia och familjen flodflicksländor. IUCN kategoriserar arten globalt som otillräckligt studerad. Inga underarter finns listade i Catalogue of Life.